# Jewel Records
Jewel Records est un label discographique indépendant américain de blues, anciennement basé à Shreveport, en Louisiane, actif entre 1963 et les années 1990. 

## Histoire
Jewel Records est fondé en 1963 à Shreveport, en Louisiane, par Stan Lewis, le propriétaire d'un magasin de disques. Le label produit essentiellement des disques de blues et de rhythm and blues, à une époque où ces musiques sont passées de mode face à la montée du rock et de la soul. Ils continuent à produire des artistes délaissés par l'industrie du disque, tels que Lowell Fulson, Lightnin' Hopkins, Memphis Slim et beaucoup d'autres.
Jewel Records a eu deux filiales, Paula Records et Ronn Records. Paula Records, nommé d'après le prénom de l'épouse de Lewis, réédite les catalogues des labels chicagoans de blues qu'il a racheté, Cobra Records, J.O.B. Records, et Chief Records.
Plus tard détenu par Sue Records (sans rapport avec Sue Records basé à New York), Fuel 2000 possédait et gérait les catalogues Jewel/Paula/Ronn. La société holding privée de propriété intellectuelle, 43 North Broadway, LLC..., a acheté les catalogues Jewel/Paula/Ronn par le biais de son acquisition de Fuel 2000 en 2015.

## Groupes et artistes
Les principaux groupes et artistes du label étaient Jackie Brenston, Peppermint Harris, Lightnin' Hopkins, Lowell Fulson, Charles Brown, Sunnyland Slim, John Lee Hooker, et Jerry McCain.